# Bataille de Frohnhofen
Guerre austro-prussienne
Batailles
- front austro-prussien

- Hühnerwasser
- Podol
- Trautenau
- Nachod
- Langensalza
- Oswiecim
- Münchengrätz
- Soor
- Skalitz
- Gitschin
- Königinhof
- Schweinschædel
- Sadowa (Königgrätz)
- Dermbach
- Kissingen
- Frohnhofen
- Aschaffenbourg
- Hundheim
- Blumenau
- Tauberbischofsheim
- Werbach
- Helmstadt/Uettingen
- Gerchsheim
- Uettingen/Roßbrunn/Hettstadt

- front austro-italien

- Custoza
- Val Vestino
- Cimego
- Pieve di Ledro
- Monte Nota
- Monte Suello
- Lissa
- Bezzecca
- Primolano
- Borgo
- Cimego
- Levico
- Versa

La bataille de Frohnhofen ou bataille de Laufach a lieu le 13 juillet 1866 dans le cadre de la campagne du Main de l'armée prussienne dans la guerre austro-prussienne. Au cours d'un combat de plusieurs heures, la 26e brigade d'infanterie (de) prussienne a repoussé les attaques de la 3e division (hessoise) du 8e corps de l'armée fédérale, causant de lourdes pertes aux Hessois. Elle sécurise ainsi les passages du Spessart et créé des conditions favorables à la bataille d'Aschaffenbourg, qui a lieu le lendemain au-dessus du passage du Main.

## Situation initiale
Dans le contexte des combats de la guerre austro-prussienne de 1866, les États allemands centraux représente un théâtre de guerre secondaire. Dès le début, l'armée prussienne concentre ses forces principales contre l'armée autrichienne en Bohême et en Moravie. En revanche, seule une armée de 50 000 hommes, commandée par le général von Falckenstein et composée essentiellement de quatre divisions, est déployée contre les alliés allemands de l'ouest et du sud de l'Autriche. Théoriquement, les forces fédérales opposées à cette unité auraient dû être composées de 120 000 soldats répartis en quatre corps. Cependant, grâce à leur lente mobilisation et à leur déploiement largement dispersé, les troupes prussiennes offensives réussissent à empêcher le rassemblement des troupes fédérales au nord de la basse chaîne de montagnes. Seuls le 7e corps fédéral, fourni par l'armée bavaroise, et le 8e corps fédéral composé de troupes badoises, hessoises, nassauviennes, autrichiennes et wurtembergeoises, sont mis sur pied. Sur le papier, les corps comptent respectivement 46 000 et 40 000 hommes.
Le 1er juillet, l'armée prussienne de Falckenstein, forte encore d'environ 43 000 hommes, commence son opération contre ces deux troupes. Ils ont marché vers le nord depuis Schweinfurt et Francfort-sur-le-Main pour joindre leurs forces aux troupes hanovriennes pour des opérations conjointes. Après la bataille de Dermbach, les Bavarois se retirent et sont repoussés vers le sud-est lors de batailles près de Hammelburg et Kissingen le 10 juillet. Falckenstein dirige alors ses troupes vers l'ouest contre le 8e corps, puisque la décision de la guerre a été prise entre-temps à Sadowa et que l'occupation des petits États allemands est désormais considérée à Berlin comme plus avantageuse en vue des négociations de paix à venir qu'une bataille contre le Corps bavarois ; d'autant plus que, comme le montre une avancée du corps de Manteuffel, ce dernier s'est replié sur une position forte autour de Schweinfurt.
Après la défaite bavaroise à Dermbach, le 8e corps est revenu de Fulda à Francfort, et se déplace maintenant plus au sud afin d'établir le contact avec le 7e corps (bavarois). Pour sécuriser les principaux points de passage, la 3e division (hessoise), forte d'environ 9 000 hommes, est envoyée par chemin de fer à Aschaffenbourg le 12 juillet, et une brigade et de l'artillerie autrichiennes sont ensuite envoyées à sa poursuite. Les troupes hessoises manquent jusqu'à présent d'expérience au combat. Il leur est ordonné de ne pas s’engager dans des combats sérieux jusqu’à ce que les renforts soient prêts. Le 13 juillet, la division hessoise ordonne donc à une seule brigade sous le commandement du général Frey de reconnaître les passages du Spessart à Hain et Waldaschaff.
Depuis Lohr, la 13e division prussienne marche à sa rencontre en deux colonnes de brigade séparées via Waldaschaff et Laufach. La 13e division sous le commandement du lieutenant-général von Goeben compte environ 15 000 hommes avec les renforts alloués, et ses deux brigades comptent chacune environ 6 000 hommes. Elle a déjà été au centre des combats à Dermbach et a subi de lourdes pertes à Kissingen. Depuis lors, elle parcourt plus de 50 km jusqu'à Lohr en deux jours de chaleur étouffante. Le 13 juillet, elle part à 4 heures du matin et doit à nouveau parcourir 25 km à travers un terrain montagneux. Les efforts de la marche entraînent, comme pour les troupes hessoises, un grand nombre de maladies de marche et également quelques décès dus à des coups de chaleur.

## Déroulement de la bataille
Le major-général hessois Frey (de) a, après l'arrivée de sa brigade à Weiberhof vers 12 heures, envoyé un bataillon de cavalerie dans les vallées d'Aschaff (de) et de Laufach (de). Il a également renforcé la reconnaissance du bataillon le long de la Laufach en direction de Hain avec deux canons. La cavalerie et les tirailleurs des deux groupes rencontrent l'avant-garde des deux brigades prussiennes en marche vers 2h30 du matin. Après une courte escarmouche de cavalerie avec les hussards prussiens en tête de la colonne en marche sous l'œil vigilant du général von Goeben, le détachement déployé dans la vallée de Laufach est repoussé jusqu'à Laufach par le bataillon de fusiliers prussiens marchant en tête de l'infanterie. Là, le bataillon d'infanterie qui a pris position engage un bref échange de tirs et se retire sous un feu constant mais inefficace, en partie couvert par les deux canons, vers 4h30 du matin, tandis que le bataillon de pointe prussien les suit jusqu'à Frohnhofen. Vers 5 heures du matin, les deux détachements de reconnaissance hessois sont de retour à Weiberhof et occupent des lignes avancées contre Frohnhofen et – le long du talus de la ligne Wurtzbourg-Aschaffenbourg (de) – contre le 25e brigade d'infanterie sous le commandement du général von Kummer, qui a avancé jusqu'à Schmerlenbach, Unterbessenbach et Steiger.
Les deux brigades d'infanterie de la 13e division passent alors au repos. Alors que la 25e brigade sous le commandement du Generalmajor Kummer n'est effectivement plus impliquée dans les combats, la 26e brigade sous Wrangel se voit confrontée à des attaques hessoises répétées. La raison en est de fausses informations sur l'état des troupes prussiennes, qui incitent le commandant de la division hessoise, le lieutenant-général von Perglas, à donner des ordres d'attaque à ses troupes. Du côté hessois, la brigade Frey, composée de deux régiments de deux bataillons chacun, un escadron de cavalerie et six canons, ainsi que la brigade de Karl August von Stockhausen (de) avec deux régiments de deux bataillons chacun, font face à la brigade prussienne de Wrangel composée de deux régiments de trois bataillons, un bataillon de fusiliers, deux escadrons de hussards et 12 pièces d'artillerie. La brigade de Frey se trouve au début des hostilités près de Weiberhof, celle de Stockhausen n'est qu'en marche. Les généraux hessois ne s'attendent qu'à de faibles forces ennemies et procédèrent en conséquence. La brigade de Wrangel est en campagne près de Laufach et n'a initialement avancé que le 55e bataillon de fusiliers dans une position avancée à la périphérie ouest de Frohnhofen, où il sécurise la vallée d'environ 500 m de large et les pentes plates du nord.
Le combat est déclenché vers 6h30 par le 1er régiment d'infanterie (de) de Frey, qui est resté en réserve jusqu'alors. L'avantage pour les Prussiens est qu'au moment de l'attaque, le 55e bataillon de fusiliers, qui se trouve aux avant-postes, a été remplacé par le 15e bataillon de fusiliers et un escadron de hussards, et que la ligne des avant-postes, de la lisière de la forêt du Bischlingsberg jusqu'au bosquet au sud de Frohnhofen, est pratiquement doublement occupée. L'attaque menée par les deux bataillons du régiment dans la vallée sur Frohnhofen, ainsi qu'à travers les champs au nord-ouest de celle-ci contre le chemin creux au nord de Frohnhofen, se heurte ainsi à un défenseur de force à peu près égale et est repoussée. Même des lignes de tir denses et l'appui de la batterie de la brigade déployée sur une hauteur au nord-est de Weiberhof ne peuvent pas compenser la supériorité des tirs des fusils à aiguilles prussiens, d'autant plus que l'infanterie prussienne à Frohnhofen est à peine visible et que sa propre infanterie obscurcisse bientôt la cible de l'artillerie. Les fantassins hessois avancent sur un terrain ouvert, quoique vallonné, couvert de hautes céréales. Une deuxième attaque menée par les mêmes troupes ne réussit pas non plus à pénétrer dans la ville. Frey retire ensuite de la bataille le régiment vaincu, qui a subi des pertes d'un peu moins de 100 hommes. Les quatre canons avancés au nord-est de Weiberhof quittent également bientôt le terrain et se retirent vers le Geißenberg, car ils sont menacés par des fusiliers prussiens qui suivent avec hésitation les Hessois.

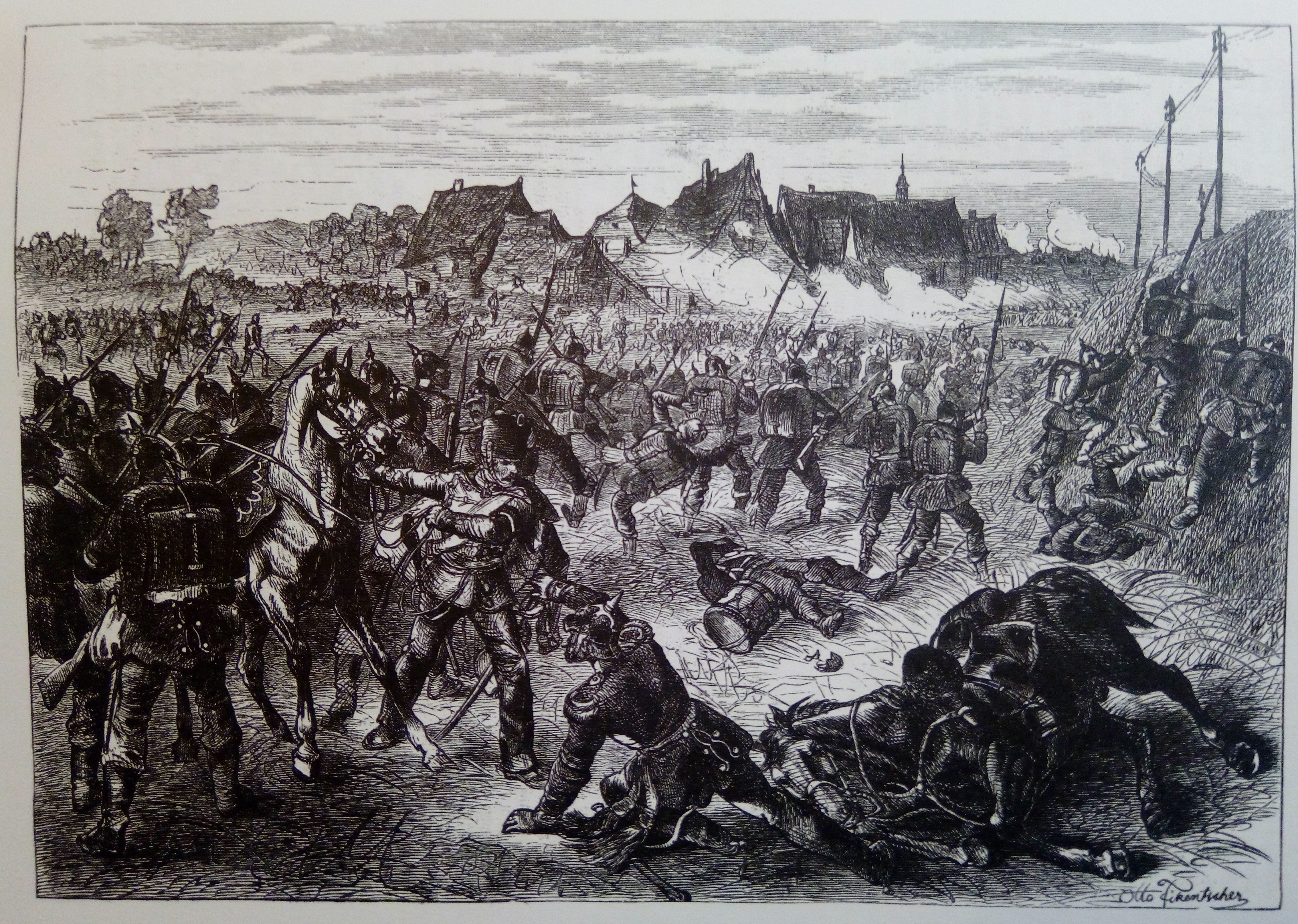
Attaque des Hessois sur Frohnhofen, Illustration : Chronique de guerre illustrée – Livre commémoratif de la campagne de 1866 en Allemagne et en Italie

Vers 7 heures, la brigade Stockhausen se porte alors en force vers Frohnhofen en s'échelonnant en profondeur le long de la chaussée. Mais entre-temps, Wrangel a fait avancer les deux bataillons restants du 15e régiment d'infanterie (de), qui campent à la lisière ouest de Laufach, derrière les ailes de la position avancée. Une fois de plus, l'attaque est stoppée par le feu prussien. Plusieurs attaques lancées depuis une profonde dépression devant le front prussien sont fusillées ensemble. Des blessés et des mourants se sont rassemblés dans la cuvette. Au nord, le 4e régiment d'infanterie (de), qui se déploie lors de la seconde rencontre, réussit à faire une petite percée à Frohnhofen près de la piste de bowling. Les assaillants qui font une percée se retrouvent non seulement sous le feu rapproché des défenseurs de la localité, mais sont également bombardés du nord et du sud par des lignes de tirs qui avançaient, ainsi que par deux batteries installées sur les hauteurs au nord et au sud-ouest de Wendelstein. La réserve prussienne, composée des deux bataillons restants du 55e régiment d'infanterie, passe alors à la contre-attaque et repousse les Hessois qui s'accrochent à l'auberge hors de Frohnhofen après un court combat rapproché, avant même que la 2e rencontre du 4e régiment (hessois) ne puisse arriver en renfort. Les deux escadrons de cavalerie placés derrière la brigade hessoise attaquante ne sont pas intervenus et sont repartis avec l'infanterie. Les tireurs prussiens et un escadron de hussards poursuivent ensuite prudemment les troupes hessoises jusqu'à Weiberhof, jusqu'à ce que les deux bataillons de Frey restants leur tirent dessus depuis Geißenberg et Weiberhof. Par leurs tirs, ils chassent la batterie sur le Geißenberg et, après le départ de l'arrière-garde hessoise, s'emparent vers 8 heures des bagages de marche laissés à Weiberhof. Les pertes hessoises devant Frohnhofen sont importantes. 175 morts et 394 blessés sont à déplorer sous le feu des fusils à aiguille prussiens, alors que les Prussiens, qui se battent principalement à partir de positions couvertes, ne subissent que 65 morts et blessés. À cela s'ajoutent 124 soldats hessois faits prisonniers.

## Conséquences

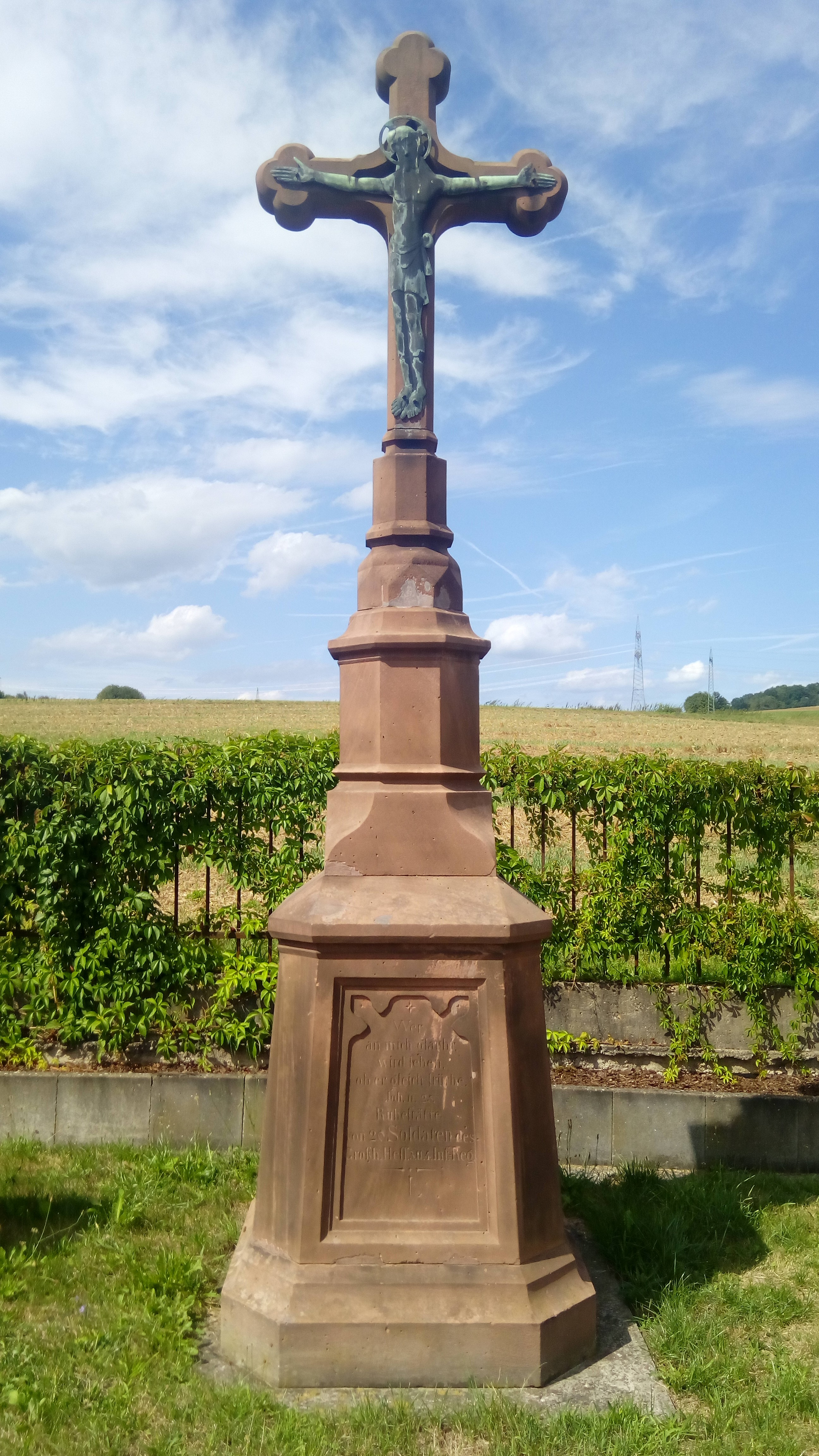
Tombe et mémorial pour les membres des 3e et 4e régiments d'infanterie grand-ducaux de Hesse

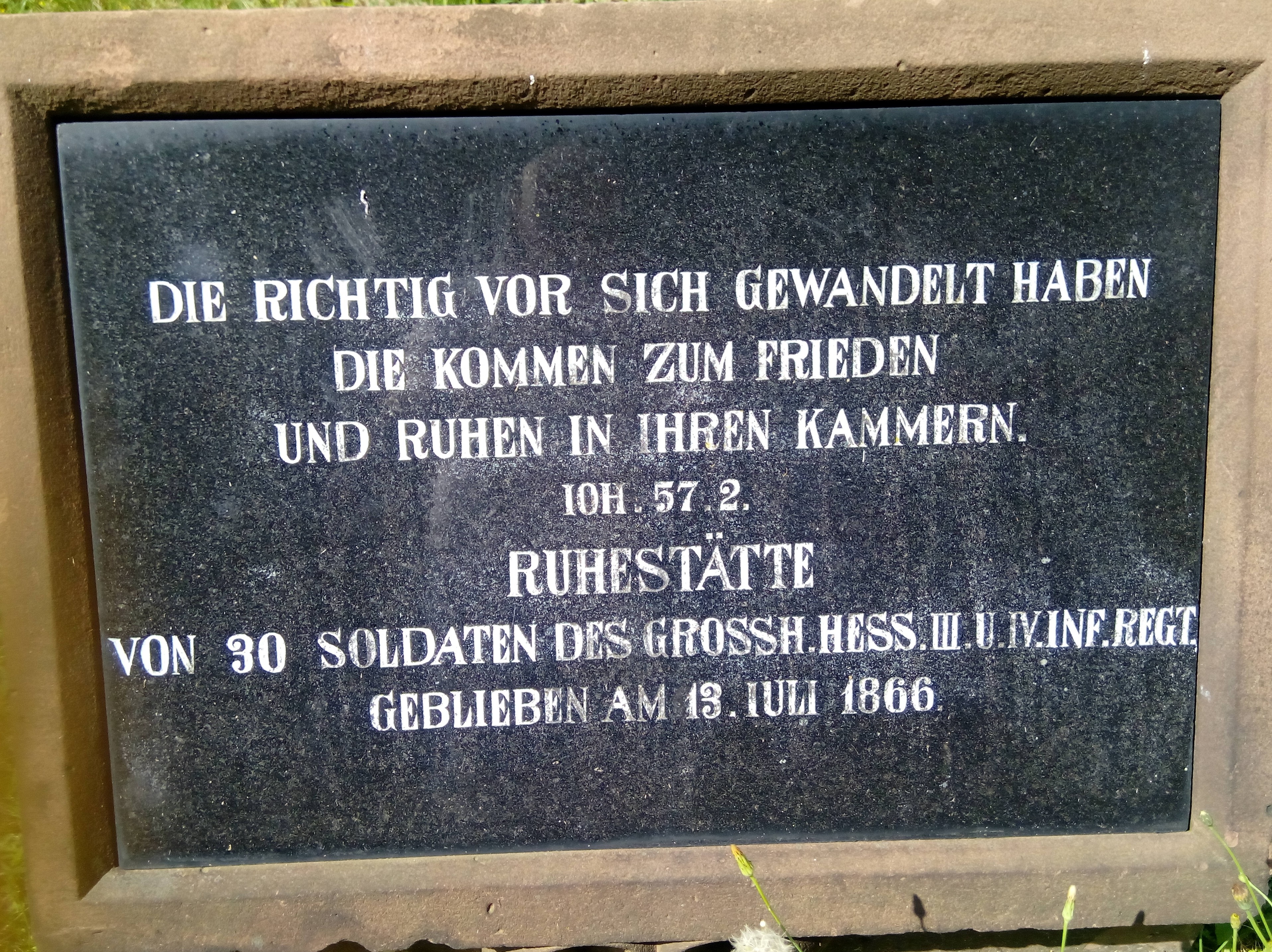
Fosse commune de soldats hessois

L'expulsion des troupes hessoises de l'étroitesse de Weiberhof a créé des conditions favorables à la jonction des colonnes de marche prussiennes, et le combat mené jusque tard dans la soirée a infligé de lourdes pertes à la division hessoise. Les régiments hessois se retirent à Aschaffenbourg, où rien n'a été prévu pour leur hébergement. Ainsi, le lendemain, alors qu'ils tentent en vain, avec une brigade autrichienne, d'empêcher la 13e division d'infanterie de franchir le Main lors de la bataille d'Aschaffenbourg, ils se sont engagés dans la bataille encore sous le coup de la défaite de la veille. Une fois le Main franchi, les opérations des troupes prussiennes contre le 8e corps d'armée ne peuvent plus faire face. Le corps fédéral ne rencontre plus d'obstacle majeur sur le terrain. La voie vers Francfort et Darmstadt est libre pour les Prussiens. Le grand-duc de Hesse Louis et son gouvernement s'enfuient à Worms et/ou à Munich

### Conséquences personnelles pour l'armée hessoise
Une enquête est ouverte contre un certain nombre d'officiers hessois en lien avec leur comportement lors de la bataille de Frohnhofen. Le général hessois von Stockhausen se suicide le 9 décembre 1866, lors de l'enquête qui suit la catastrophe militaire. Le lieutenant-général Carl baron Pergler von Perglas (de) est rappelé comme commandant de la division hessoise le 11 août, officiellement pour des raisons de santé. Cependant, le général est tenu responsable de la défaite de Frohnhofen parce qu'il a ordonné une attaque contrairement aux ordres du commandant du corps et a même quitté le champ de bataille après avoir donné cet ordre. Le ministre de la Guerre de Hesse, Friedrich von Wachter (de), demande son congé le 6 décembre 1866, ce qui conduit alors à son remplacement.